# RFID
RFID este prescurtarea termenului englez Radio-Frequency Identification (Identificare prin frecvență radio); se citește aproximativ ar 'ef ai.'di. Este o metodă de identificare automată care se bazează pe stocarea și regăsirea datelor fără atingere, la distanță, prin unde radio, folosind dispozitive numite etichete RFID (engleză: RFID tag) și transpondere RFID. Tehnologia necesită o cooperare a unui aparat cititor de RFID cu eticheta RFID.
O etichetă RFID este un obiect mic sau foarte mic (chiar sub 1 mm x 1 mm) care poate fi aplicat sau încorporat în principiu în orice produs sau obiect, dar și în corpul animalelor sau persoanelor, cu scopul de identificare și urmărire, folosind undele radio. Unele etichete pot fi citite de la mulți metri depărtare, chiar mult peste 50 m, iar eticheta se poate afla și în afara razei de vedere a cititorului de RFID.
Cele mai multe etichete RFID conțin cel puțin două părți:
- un circuit integrat (cip) pentru stocarea și prelucrarea de informații, modulare și demodulare a unui semnal de radio (RF), și alte funcții de specialitate;
- o antenă pentru recepționarea și transmiterea de semnale radio.

Viitorul RFID fără cip va permite identificarea extrem de discretă a etichetelor fără circuit integrat, permițând astfel ca etichetele să fie imprimate direct pe obiectele de identificat, de obicei activele unei întreprinderi, la un cost mai mic decât etichetele tradiționale. În prezent (2008) nici unul dintre conceptele fără cip nu a devenit încă practicabil.

## Domenii de utilizare
Astăzi tehnologia RFID este deja folosită în domenii foarte numeroase. Un exemplu este lanțul de aprovizionare al întreprinderilor, pentru a îmbunătăți eficiența inventarelor, pentru urmărirea produselor în cursul fabricației și pentru managementul produselor. Alte exemple care sunt deja automatizate cu ajutorul RFID:
- măsurarea timpului realizat la cursele atletice;
- controlul pașapoartelor (actualmente nu se practică în UE);
- aplicarea taxelor rutiere pe anumite autostrăzi etc.;
- urmărirea produselor (vacile unei cirezi, cărțile unei biblioteci, transcontainerele unui vapor);
- urmărirea locomotivelor și vagoanelor la căile ferate;
- autentificarea persoanelor care doresc să intre în zone speciale (cu condiția să-și fi implantat etichete RFID sub piele);
- paza și inventarierea în muzee.

Din cauza miniaturizării permanente a etichetelor RFID, ajunsă până acolo încât ele sunt din ce în ce mai greu de văzut și recunoscut cu ochiul liber, a apărut și o problematică gravă - cea a potențialului pentru spionaj aproape invizibil, în cele mai diverse domenii.
Tehnologia RFID este prezentă în toate fabricile mari de producție. Etichetele RFID sunt folosite pentru a automatiza procesele de verificare a produselor finite, semifabricatelor și a conținutului pachetelor. Există diferite firme de software care implementează această tehnologie. 

## Controverse
Există temerea că cei care nu vor accepta etichetele RFID implantate vor fi aproape excluși din societate, acestea putând ține loc de card, asigurări medicale și carte de identitate, și chiar și de bani, dacă banii de hârtie vor fi scoși din uz.
Societatea civilă din România a reacționat împotriva folosirii microcipurilor în documentele de călătorie, prin intermediul a mii de semnături contra pașapoartelor electronice, prin acțiuni juridice împotriva Guvernului României și prin proteste de stradă.

### În Statele Unite
Un elev de la un liceu din Texas a fost suspendat pentru că a refuzat să poarte un ecuson cu cip RFID.